# Erik Thorstvedt
Erik Thorstvedt (ur. 28 października 1962 w Stavanger) – piłkarz norweski grający na pozycji bramkarza.

## Kariera klubowa
Thorstvedt urodził się w mieście Stavanger. Jego kariera piłkarska rozpoczęła się w tamtejszym klubie Viking FK i w 1981 roku został zawodnikiem pierwszej drużyny. Nie zdołał jednak wywalczyć miejsca w bramce i przegrał rywalizację z Erikiem Johannessenem. Nie mając debiutu pierwszej lidze Erik dołączył do drugoligowca Eik-Tønsberg. Jak się potem okazało, było to dobre posunięcie, gdyż Thorstvedt przyczynił się do awansu klubu do pierwszej ligi norweskiej, a w niej występował przez rok w barwach Eik. W 1984 roku wrócił do Vikinga i stał się pierwszym bramkarzem po tym, jak Johannessen zakończył karierę. Z Vikingiem został wicemistrzem Norwegii oraz dotarł do finału Pucharu Norwegii, który wygrał zespół Fredrikstad FK. W 1985 roku Viking spisał się gorzej niż przed rokiem i zajął 7. pozycję w lidze.
W 1986 roku Throstvedt wyjechał do RFN do zespołu Borussii Mönchengladbach. W Bundeslidze swój pierwszy mecz zaliczył 18 marca przeciwko SV Waldhof Mannheim, w którym Borussia zremisowała 1:1. Natomiast w kwietniowym spotkaniu z Borussią Dortmund (2:1) dostał czerwoną kartkę. W lidze rozegrał 9 spotkań i zajął 4. pozycję w lidze, ale już w sezonie 1986/1987 po trzech kolejkach stracił miejsce w składzie na rzecz Uwe Kampsa i w trakcie sezonu odszedł do szwedzkiego IFK Göteborg i przyczynił się do zdobycia wicemistrzostwa Szwecji.
Na początku 1989 roku Thorstvedt trafił do Anglii i podpisał kontrakt z londyńskim Tottenhamem Hotspur. Kosztował 400 tysięcy funtów, a fani klubu ochrzcili go przydomkiem „Erik the Viking”. W Division One Norweg zadebiutował 15 stycznia w spotkaniu z Nottingham Forest, przegranym przez Tottenham 1:2. Debiut nie był udany – piłka po strzale Nigela Clougha prześlizgnęła się przez ręce Erika i wpadła do bramki. Thorstvedt wywalczył jednak miejsce w podstawowym składzie „Spurs” i wygrał rywalizację z wychowankiem Ianem Walkerem. W swoim pierwszym sezonie zajął z Tottenhamem 6. miejsce w Division One, a w 1990 roku – miejsce trzecie. W 1991 roku zdobył Puchar Anglii i stał się pierwszym Norwegiem w historii, który sięgnął po to trofeum. W kolejnych sezonach nie osiągnął już sukcesów z Tottenhamem, a w sezonie 1994/1995 stracił miejsce w bramce na rzecz Walkera. Do końca sezonu 1995/1996 rozegrał tylko jedno spotkanie. W trakcie sezonu otrzymał ofertę z Wolverhampton Wanderers, jednak nie przeszedł testów medycznych, a latem 1996 postanowił zakończyć piłkarska karierę. Liczył sobie wówczas 34 lata.
Po zakończeniu kariery Thorstvedt został dyrektorem w Vikingu Stavanger.
| Sezon   | Klub                     | Kraj     | Rozgrywki      | Mecze | Bramki |
| ------- | ------------------------ | -------- | -------------- | ----- | ------ |
| 1981    | Viking FK                | Norwegia | Tippeligaen    | 0     | 0      |
| 1982    | Eik-Tønsberg             | Norwegia | Adeccoligaen   | 22    | 0      |
| 1983    | Eik-Tønsberg             | Norwegia | Tippeligaen    | 22    | 0      |
| 1984    | Viking FK                | Norwegia | Tippeligaen    | 20    | 0      |
| 1985    | Viking FK                | Norwegia | Tippeligaen    | 18    | 0      |
| 1985/86 | Borussia Mönchengladbach | RFN      | Bundesliga     | 9     | 0      |
| 1986/87 | Borussia Mönchengladbach | RFN      | Bundesliga     | 3     | 0      |
| 1988    | IFK Göteborg             | Szwecja  | Allsvenskan    | 22    | 0      |
| 1988/89 | Tottenham Hotspur        | Anglia   | Division One   | 18    | 0      |
| 1989/90 | Tottenham Hotspur        | Anglia   | Division One   | 34    | 0      |
| 1990/91 | Tottenham Hotspur        | Anglia   | Division One   | 37    | 0      |
| 1991/92 | Tottenham Hotspur        | Anglia   | Division One   | 24    | 0      |
| 1992/93 | Tottenham Hotspur        | Anglia   | Premier League | 27    | 0      |
| 1993/94 | Tottenham Hotspur        | Anglia   | Premier League | 32    | 0      |
| 1994/95 | Tottenham Hotspur        | Anglia   | Premier League | 1     | 0      |
| 1995/96 | Tottenham Hotspur        | Anglia   | Premier League | 0     | 0      |

## Kariera reprezentacyjna
W 1984 roku Throstvedt był pierwszym bramkarzem olimpijskiej reprezentacji Norwegii na Igrzyska Olimpijskie w Los Angeles. Natomiast w pierwszej reprezentacji zadebiutował 13 listopada 1982 w przegranym 0:1 towarzyskim meczu z Kuwejtem. W 1994 roku został powołany przez selekcjonera Egila Olsena na Mistrzostwa Świata w USA, na których wystąpił we wszystkich grupowych spotkaniach: wygranym 1:0 z Meksykiem, przegranym 0:1 z Włochami i zremisowanym 0:0 z Irlandią. 27 marca 1996 zaliczył swój ostatni reprezentacyjny mecz - Norwegowie pokonali w nim Irlandię Północną 2:1. W reprezentacji wystąpił łącznie 97 razy i zajmuje trzecie miejsce na liście wszech czasów za Heninngiem Bergiem (100 meczów) i Thorbjørnem Svenssenem (104 mecze).